# 中国国民党革命委员会浙江省委员会
中国国民党革命委员会浙江省委员会，简称民革浙江省委、浙江民革，是中国国民党革命委员会在浙江省的地方组织。